# Republic County
Republic County är ett administrativt område i delstaten Kansas, USA, med 4 980 invånare. Den administrativa huvudorten (county seat) är Belleville. 

## Geografi
Enligt United States Census Bureau har countyt en total area på 1 866 km². 1 855 km² av den arean är land och 10 km² är vatten.  

### Angränsande countyn
- Thayer County, Nebraska - norr
- Jefferson County, Nebraska - nordost
- Washington County - öst
- Cloud County - söder
- Jewell County - väst
- Nuckolls County, Nebraska - nordväst

### Städer och samhällen
- Agenda
- Belleville (huvudort)
- Courtland
- Cuba
- Munden
- Narka
- Republic
- Scandia